# 梅尔菲宪章

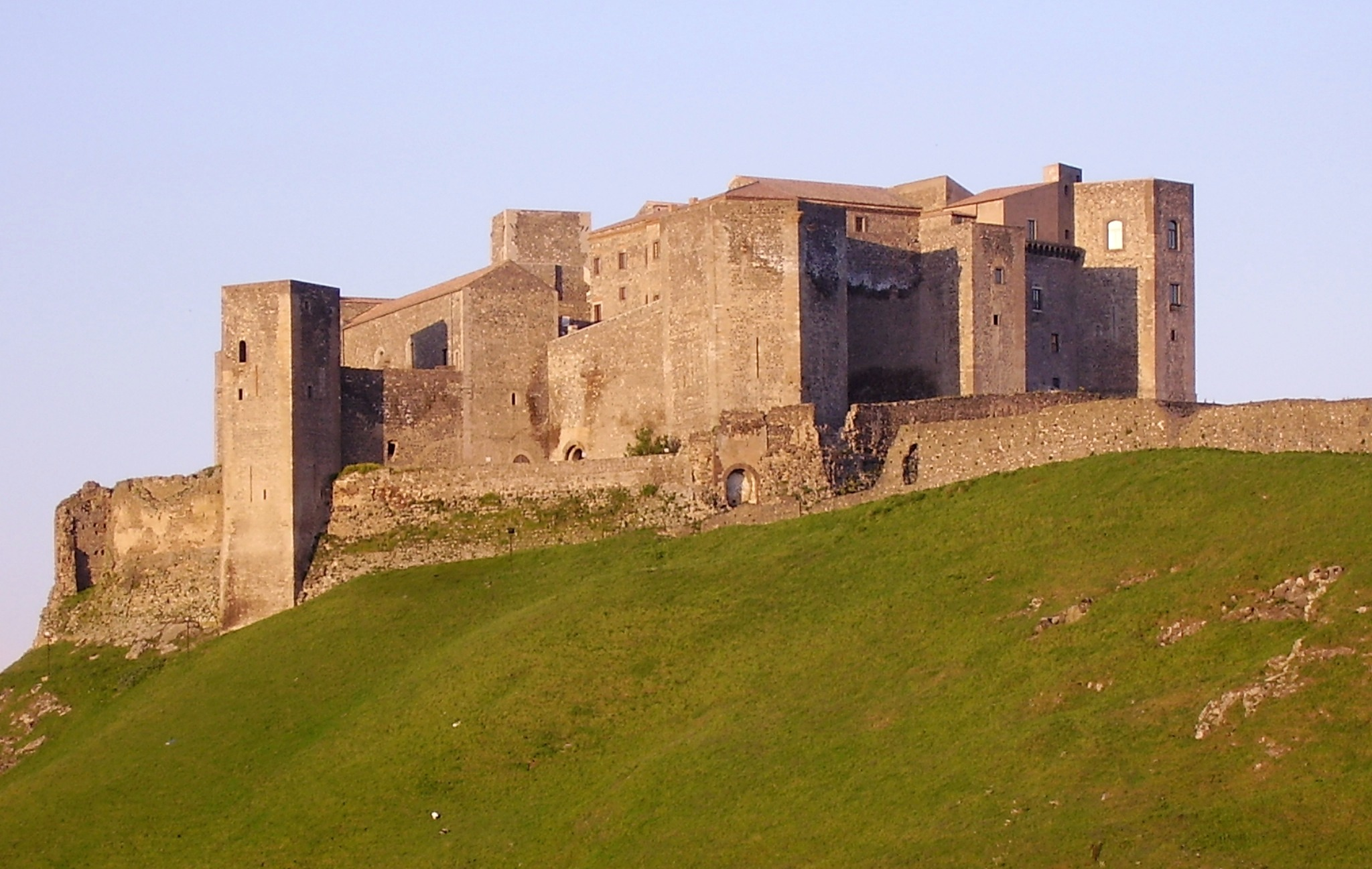
编撰宪章的梅尔菲城堡

《梅尔菲宪章》或称《奥古斯都之书》（Liber Augustalis） 是1231年9月1日神圣罗马帝国皇帝腓特烈二世在西西里王国颁布的新法典。宪章在梅尔菲完成，两个世纪前腓特烈二世母系诺曼人祖先正是从这里开始征服南意大利。梅尔菲宪章最初只是对1220年颁布的卡普阿法令的改革：卡普阿法令本身就是对1140年阿里亚诺法令的革新，最终梅尔菲宪章奠定了未来六个世纪西西里法律的基础。
虽然梅尔菲宪章据称是由腓特烈二世本人所作，但是卡普阿總教區總主教雅各伯·阿马尔菲塔诺（Giacomo Amalfitano）可能对宪章也有很大影响，教宗甚至谴责他接受和建议了一些违背教会意愿的法律条款。 一般认为宪章应归功于皮埃尔·德· 维涅，但几乎可以肯定的是，宪章是由腓特烈二世、贾科莫和皮埃尔共同参与的制宪会议工作数月所完成的。 
宪章由拉丁文写成，颁布后之后翻译成希腊文。 正如过去的西西里法律一样，宪章适用于全国所有人：伦巴底人，希腊人，撒拉森人，德意志人和犹太人。 宪章253项法条共分为三部分： 
- 第一部分重点关注公法（共107条，其中一部分在所有的手稿中遗失了）
- 第二部分重点关注司法程序（共52条）
- 第三部分重点关注封建法、私法、刑法（共94条）

梅尔菲宪章就像之前西西里王国颁布的法令一样，强化王权，削弱封臣。罗杰二世的立法集权化和官僚化倾向在一个世纪后的梅尔菲宪章依旧继续。同样宪章继续强调了君权神授和君主统治的合法性。  腓特烈二世在宪章中写道：“我们延续了人类的希望，并使我们登上罗马帝国的巅峰。“
军事方面，宪章禁止未经许可携带武器， 并建立了一支撒拉森人常备军，使得国王无需征召那些因宪章而愤怒的贵族们。并且封建制度在其他方面也受到了严重影响，例如禁止封地交易、结束次级分封、所有封臣必须服从国王的征税。
教会方面，宪章以特殊的方式影响了那些拥有大量土地的主教。神职人员须接受普通法院的判罚、剥夺了对异端的审判权、禁止获得土地、被迫售卖遗产。
如同大的教区和贵族领地，城市也收到了宪章集权法律的影响，城市的自治权被移除。现在城市不仅要服从国王也要服从国王的大臣们。城市无法成为公社，就像很多北意大利城邦一样。并且城市被禁止选举执政官（consuls）或波德斯塔podestàs（中世纪晚期意大利城市的官员名称，主要指城邦的首席行政长官），饱受掠夺。和贵族领地一样，城市也被剥夺了刑事司法权，并将其转交给国王和大臣们。
这些地方长官和大臣形成一个具有强大影响力的阶层。越来越多的普通人被提拔，而侍奉国王的贵族越来越少。 地方长官在等待国家选任决定的前一年就开始领取俸禄， 这也使得他们更加效忠于王国和他的政府，因为除此之外他们一无所有。 王国（Regno）的高级官员如海军上将（ammiratus ammiratorum）、首席书记官（protonotary）或国务卿（logothete）、内侍官（ Chamberlain）、大总管（seneschal）、总理大臣（chancellor）、大元帅（constable）和最高司法官（justiciar）皆是如此。最后则是首席王室法院（Magna Curia, Curia regis）和最高上诉法院。 王室审计法院（Magna Curia Rationum）作为王室法院的一部分，也成为了庞大官僚机构的审计部门。除此之外，还有一种议会不仅由贵族也由学者和平民地主组成。不过这种议会并没有任何形式的讨论或者说就是橡皮图章一样的立法机构，一切立法都是国王制定和废除，议会仅仅只是尽可能的给出建议，然后接受并颁布法律。 
经济方面，国家垄断了丝绸、铁和粮食。另一方面，国内贸易关税被取消，以前比萨和热那亚的贸易优惠特权被废除，全国的度量衡被统一管理。 
最后，宪章重申了所有公民在法律面前人人平等。宪章很大程度上削弱了贵族的权利并遵循罗马法律面前人人平等的传统，因此理论上所有的自由民、所有的公民都是平等的。 同样的，为了平民的利益，腓特烈二世禁止严刑拷打（trial by ordeal），要求他的法官改用“我们宪章和古代法律都共同引用的判决方法”。宪章用逻辑和理性的方法消除了审讯中的迷信的部分，例如驳回使用烙铁的原因是人们相信“炙热的铁自然热量会逐渐升高，这是多么愚蠢，毫无疑问它是会变冷的”， 禁止用水刑的理由是相信“犯人的负罪感会使他不能沉入水中，实际上只要保持足够的空气人就无法沉没。”。腓特烈二世也禁止用决斗来审判，要求更加重视证人的证词，虽然骑士和无法提供证人的案件除外。
宪章附带的内容还涉及到了医疗执业。腓特烈二世宣称，要想成为医生就必须要实际操作经验，这是1231年欧洲很多受大学教育的医生所没有的。 
根据恩斯特·康托洛维茨的说法，梅尔菲宪章就是“现代行政国家的出生证明”

## 出版和翻译
- Powell, James M. (编). . Syracuse University Press. 1971.
- Stürner, Wolfgang (编). . . Monumenta Germaniae Historica. Hanover: Hahnsche Buchhandlung. 1996  [2019-12-02]. （原始内容存档于2015-02-27）.
- Constitutionum Regni Siciliarum (ed. 1773) （页面存档备份，存于）

## 文献资料
- David Abulafia, Frederick II. A Medieval Emperor (1988), chapter six.
- Messana, Federico. Liber Augustalis o Costituzioni melfitane (1231).